# Medizinprodukte-Sicherheitsplanverordnung
Die Medizinprodukte-Sicherheitsplanverordnung dient zur Erfassung, Bewertung und Abwehr von Risiken im Verkehr oder in Betrieb befindlichen Medizinprodukte nach § 3 Medizinproduktegesetz (MPG). Sie ist aufgrund § 37 MPG erlassen worden und zugleich das Regelwerk für alle Anwender und Betreiber von Medizinprodukten. Die MPSV findet keine Anwendung auf Medizinprodukte zur klinischen Prüfung und In-vitro-Diagnostika für Leistungsbewertungszwecke.
Im Rahmen der Einführung der MDR wurde die MPSV zum 26. Mai 2021 durch die Medizinprodukte Anwendermelde- und Informationsverordnung (MPAMIV) ersetzt.

## Inhalt der Verordnung
- Abschnitt 1 Anwendungsbereich, Begriffsbestimmungen
  - § 1 Anwendungsbereich
  - § 2 Begriffsbestimmungen
- Abschnitt 2 Meldung von Vorkommnissen und Rückrufen
  - § 3 Meldepflichten
  - § 4 Ausnahmen von der Meldepflicht und besondere Verfahren
  - § 5 Fristen
  - § 6 Meldung durch Vertreiber
  - § 7 Modalitäten der Meldung
- Abschnitt 3 Risikobewertung durch die zuständige Bundesoberbehörde
  - § 8 Aufgaben der Behörde
  - § 9 Ziel und Inhalt der Risikobewertung
  - § 10 Verfahren der Risikobewertung
  - § 11 Befugnisse der Behörde
  - § 12 Mitwirkungspflichten
  - § 13 Abschluss der Risikobewertung
- Abschnitt 4 Korrektive Maßnahmen
  - § 14 Eigenverantwortliche korrektive Maßnahmen des Verantwortlichen nach § 5 des Medizinproduktegesetzes
  - § 15 Maßnahmen der zuständigen Behörden gegen Hersteller, Bevollmächtigte, Einführer oder Vertreiber
  - § 16 Verpflichtung zur Mitwirkung an den korrektiven Maßnahmen
  - § 17 Maßnahmen der zuständigen Behörden gegen Betreiber und Anwender
  - § 18 Notfallplanung der zuständigen Behörden
- Abschnitt 5 Unterrichtungspflichten und Informationsaustausch
  - § 19 Unterrichtung des Bundesministeriums für Gesundheit durch die zuständige Bundesbehörde
  - § 20 Informationsaustausch zwischen der zuständigen Bundesoberbehörde und den zuständigen Landesbehörden
  - § 21 Europäischer und internationaler Informationsaustausch
  - § 22 Unterrichtung sonstiger Behörden, Organisationen und Stellen
  - § 23 Wissenschaftliche Aufarbeitung der durchgeführten Risikobewertungen
  - § 24 Veröffentlichung von Informationen über das Internet